# Zheng Shuyin
Zheng Shuyin (kinesiska: 郑姝音), född 1 maj 1994 i Dandong i Liaoning, är en kinesisk taekwondoutövare. Hon vann en guldmedalj i damernas +67 kilos-klass vid olympiska sommarspelen 2016 i Rio de Janeiro.
Vid världsmästerskapen i taekwondo 2015 i Tjeljabinsk tog Zheng en silvermedalj i 73 kilos-klassen och vid VM 2017 i Muju tog hon en bronsmedalj i +73 kilos-klassen.